# Alexis Blin
Alexis Blin (Le Mans, 16 de setembro de 1996) é um futebolista profissional francês que atua como meia.

## Carreira
Alexis Blin começou a carreira no Toulouse.